# 多花丝梗楼梯草
多花丝梗楼梯草（学名：Elatostema filipes var. floribundum）为荨麻科楼梯草属下的一个变种。

## 扩展阅读
- 維基物種上的相關：多花丝梗楼梯草